# Hochbrücke (Baden)

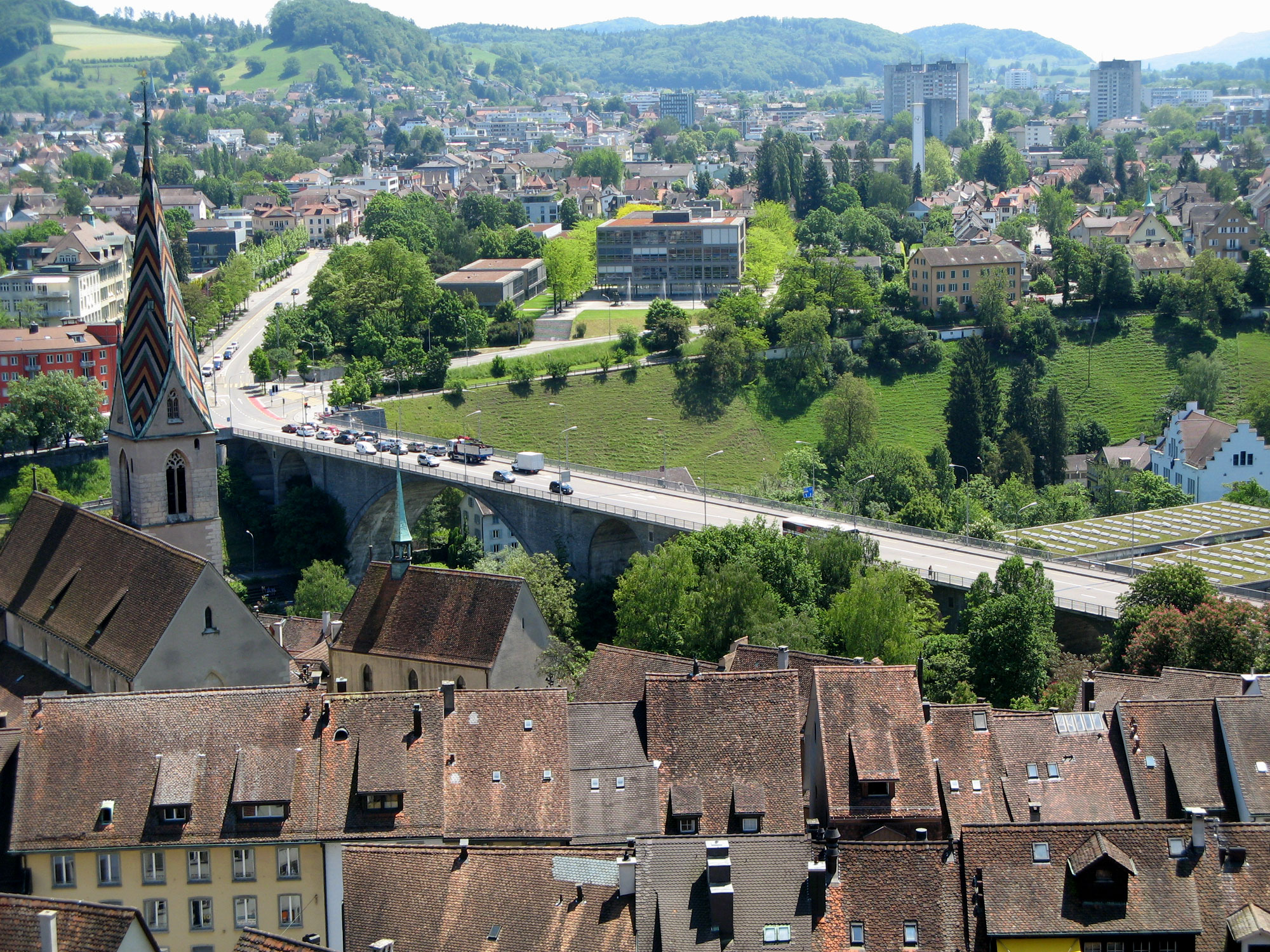
Hochbrücke in der Bildmitte. Vorne die Altstadt Badens, links die Stadtpfarrkirche, im Hintergrund liegt Wettingen.

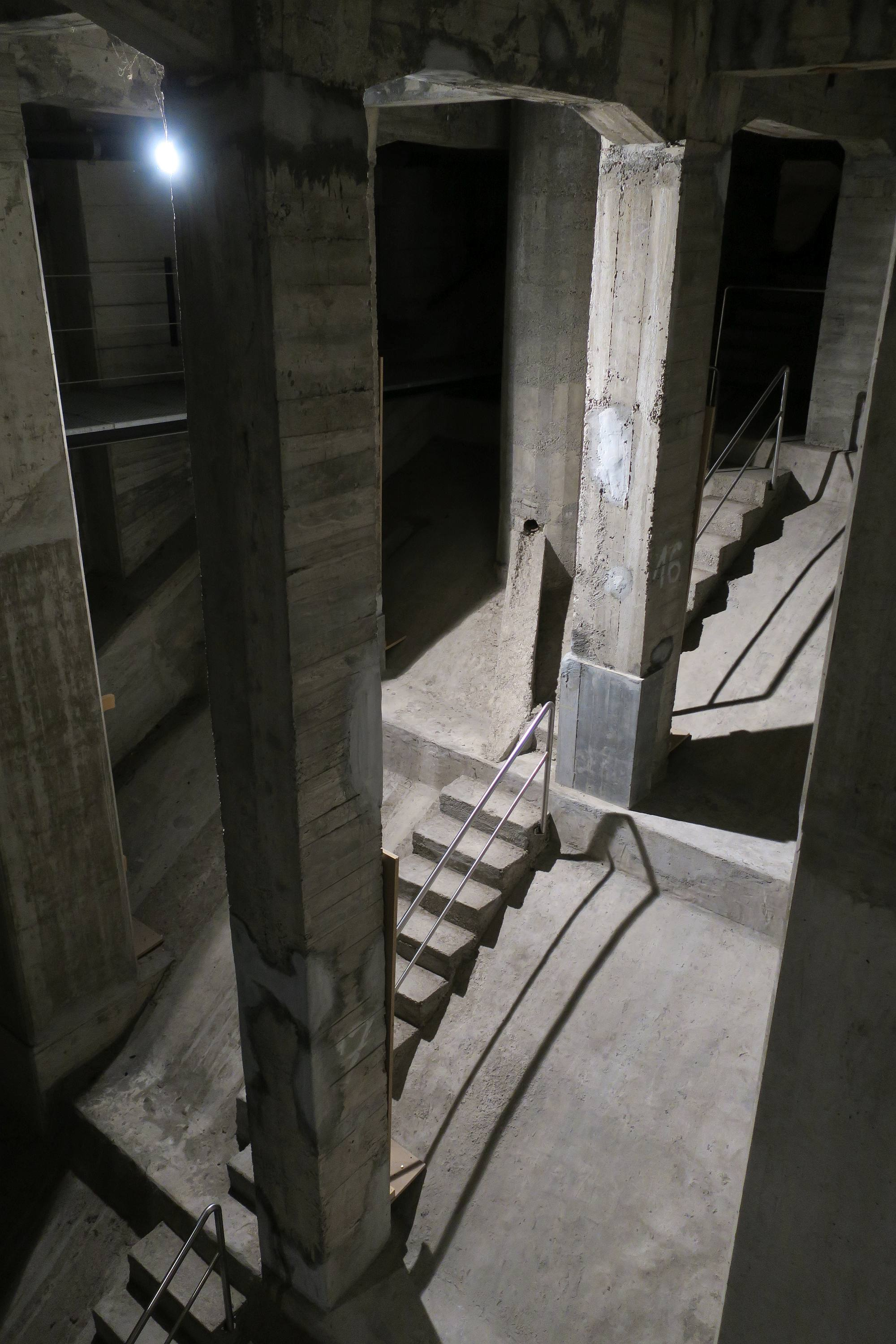
Innere Struktur der Hochbrücke Baden

Die Hochbrücke ist eine Bogenbrücke in Baden in der Schweiz. Sie wurde 1926 eröffnet, ist 275 Meter lang und besitzt eine Hauptspannweite von 72 Metern. In einer Höhe von 24 Metern überspannt sie den Fluss Limmat. Dabei verbindet sie den südlich der Altstadt gelegenen Schulhausplatz, den wichtigsten Verkehrsknoten der Stadt, mit der Wettingerstrasse und der Kantonsschule Baden auf der rechten Seite des Flusses. Über die Brücke führt die Hauptstrasse 278. Die Hochbrücke gehört zu den ältesten Brücken der Schweiz, die aus Stahlbeton erbaut wurde.

## Geschichte
Aufgrund des raschen Aufschwungs des Elektrotechnikkonzerns Brown, Boveri & Cie. (heute Asea Brown Boveri) waren in Baden immer weniger Baulandreserven für den Wohnungsbau vorhanden, weshalb das Bevölkerungswachstum auf die Nachbargemeinden übergriff, insbesondere auf Wettingen. Die im Jahr 1810 erbaute Holzbrücke beim Landvogteischloss war kaum noch in der Lage, den stark zunehmenden Verkehr aufzunehmen, da sie nur über steile und enge Zufahrtsstrassen erreichbar war. Die für den Durchgangsverkehr besser geeignete Schiefe Brücke erforderte einen weiten Umweg.
1914 erschienen erstmals Pläne für den Bau einer neuen Brücke, die etwa 100 Meter südlich der Holzbrücke entstehen und die gesamte Talsenke der Limmat überspannen sollte. 1921 wurden die Projektarbeiten wieder aufgenommen. 1922 lehnte die Gemeindeversammlung das vorgelegte Projekt einer Eisenkonstruktion ab. Im darauf folgenden Jahr entschieden sich die Behörden für eine Stahlbetonbrücke und schrieben einen Wettbewerb aus, an dem sich zehn Unternehmen beteiligten. Den Zuschlag erhielt die Rothpletz, Lienhard & Cie. aus Aarau.
Die Bauarbeiten begannen im November 1924 und waren am 13. Oktober 1926 abgeschlossen; die Kosten betrugen 1,54 Millionen Franken. An diesem Tag konnte die Holzbrücke für den Durchgangsverkehr gesperrt werden. Von 1991 bis 1994 wurde die Hochbrücke umfassend renoviert und verbreitert, um Platz für eine zusätzliche Busspur und Fahrradstreifen zu schaffen. 2021 wurde sie saniert.
Im August 2017 war die Hochbrücke der Hauptschauplatz der Badenfahrt 2017. Das Festzentrum war zehn Tage lang eine der Hauptattraktionen mit rund 1,3 Millionen Besuchern. Der Gebäudekomplex wurde anschliessend demontiert, verladen und nach Berlin verkauft, wo sie für eine Kunstausstellung weiterverwendet wird.

## Bilder

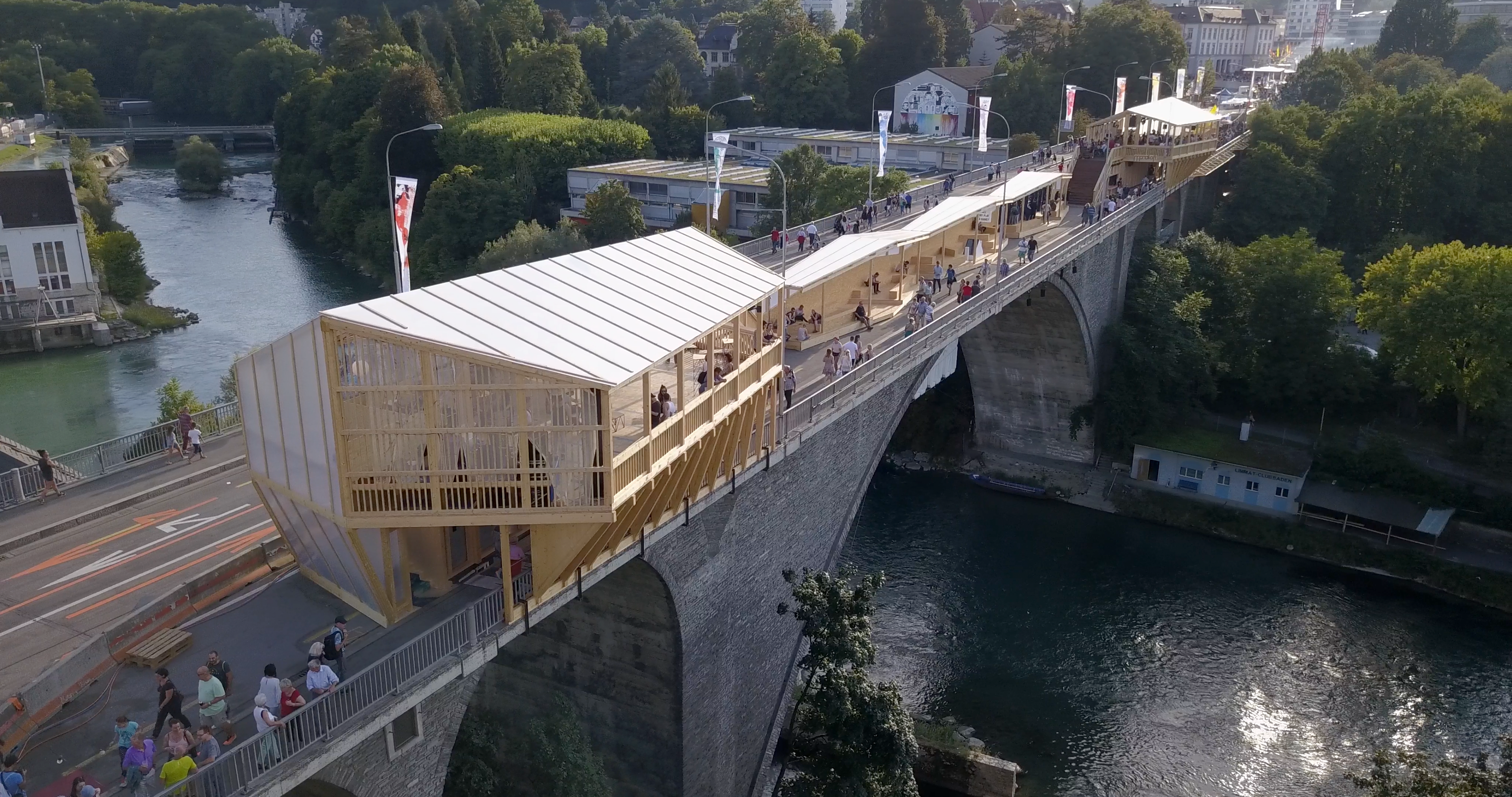
Festzentrum Hochbrücke während der Badenfahrt 2017
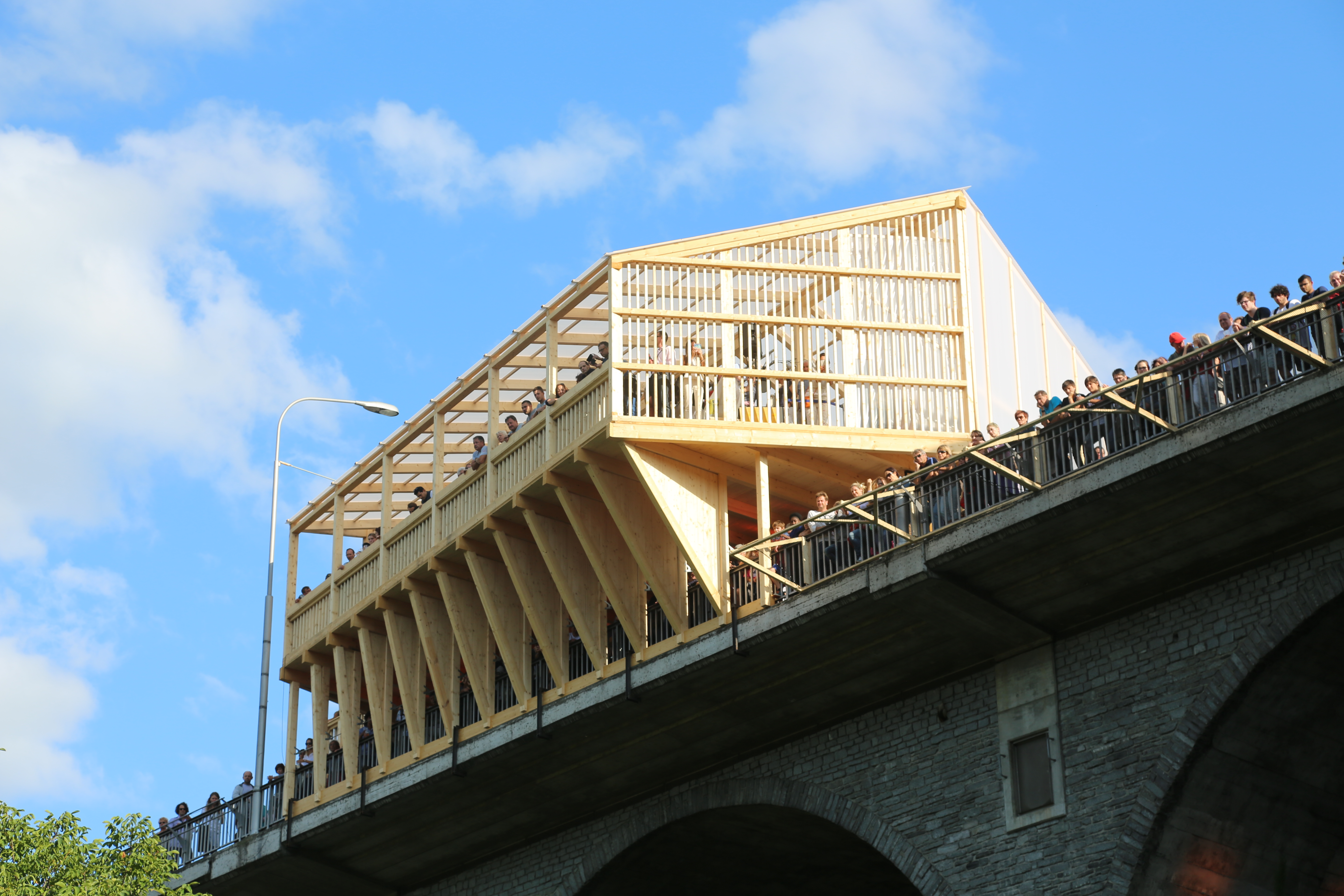
«Mondloft»-Gebäude auf der Hochbrücke während der Badenfahrt 2017
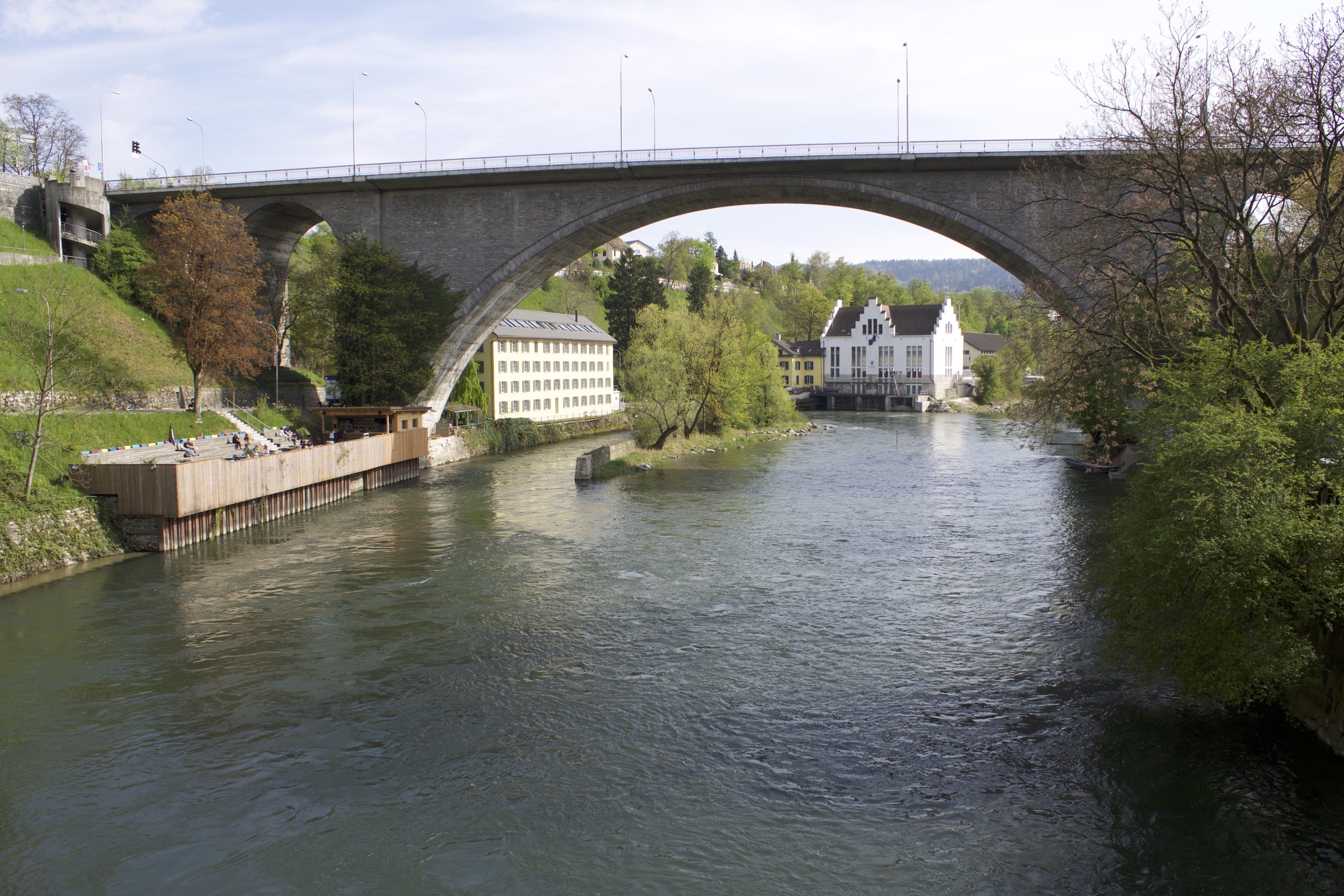
Hochbrücke von der Limmat aus gesehen, hinten das Kraftwerk Aue